# James Couttet
James Édouard Couttet (Chamonix-Mont-Blanc, 18 luglio 1921 – Chamonix-Mont-Blanc, 13 novembre 1997) è stato uno sciatore alpino, saltatore con gli sci e allenatore di sci alpino francese, campione del mondo nella discesa libera a Engelberg 1938 e portabandiera della Francia in due cerimonie di apertura dei Giochi olimpici invernali.

## Biografia

### Carriera sciistica

#### Stagioni 1937-1939
Attivo principalmente nello sci alpino e cugino di Lucienne Schmith-Couttet, a sua volta sciatrice alpina, James Couttet fu un talento precoce: sciatore polivalente, debuttò in campo internazionale quindicenne in occasione del Grand Prix du RSC Paris 1937 (Megève, 8-9 gennaio), dove si classificò 41º nella discesa libera e 20º nello slalom speciale, e l'anno dopo ai Mondiali di Engelberg 1938 (5-6 marzo), sua prima presenza iridata, vinse la medaglia d'oro nella discesa libera e si piazzò 35º nello slalom speciale e 12º nella combinata.
Nel 1939 fu 3º sia nella discesa libera sia nella combinata del Grand Prix du RSC Paris (Megève, 7-8 gennaio) e ai successivi Mondiali di Zakopane 1939 (12-15 febbraio) si classificò 12º nella discesa libera, 22º nello slalom speciale e 17º nella combinata; nella medesima località polacca si disputarono subito dopo anche i Campionati mondiali di sci nordico 1939 (11-19 febbraio), ai quali Couttet partecipò gareggiando nel salto con gli sci e piazzandosi 29º, e nel prosieguo della stagione nello sci alpino vinse la discesa libera e fu 2º nella combinata del trofeo Arlberg-Kandahar (Mürren, 11-12 marzo) e vinse la discesa libera e la combinata del trofeo Spiterstulen (Galdhøpiggen, 7-8 aprile), dove si classificò anche 2º nello slalom speciale.

#### Stagioni 1946-1948
Ripresa l'attività agonistica internazionale dopo la seconda guerra mondiale, nel 1946 Couttet vinse la discesa libera del Grand Prix du RSC Paris (Megève, 9-10 febbraio), si piazzò 2º nello slalom speciale del trofeo del Lauberhorn (Wengen, 23-24 febbraio), vinse lo slalom gigante del trofeo Drostobel (Davos, 1º marzo) e fu 3º nella discesa libera, 2º nello slalom speciale e 2º nella combinata della Settimana internazionale di Zermatt (21-24 marzo). L'anno dopo si classificò nuovamente 2º nello slalom speciale del Lauberhorn (Wengen, 11-12 gennaio), vinse lo slalom speciale e la combinata e si classificò 3º nella discesa libera del trofeo Ruben Blan (Sankt Moritz, 8-9 febbraio), fu 2º nella discesa libera del Grand Prix du Chamonix (Chamonix, 15-16 febbraio), 3º nel Parsenn-Derby (Davos, 23 febbraio) e vinse la combinata dell'Arlberg-Kandahar (Mürren, 15-16 marzo), classificandosi 3º sia nella discesa libera sia nello slalom speciale.
Ai V Giochi olimpici invernali di Sankt Moritz 1948 (30 gennaio-8 febbraio), sua prima presenza olimpica, dopo esser stato portabandiera della Francia durante la cerimonia di apertura conquistò la medaglia d'argento nello slalom speciale e quella di bronzo nella combinata, entrambe valide anche ai fini dei Mondiali 1948; si piazzò inoltre 13º nella discesa libera e gareggiò anche nel salto con gli sci, chiudendo al 25º posto. Nel prosieguo di quella stagione vinse la discesa libera e la combinata dell'Arlberg-Kandahar (Chamonix, 5-7 marzo), lo slalom speciale e la combinata dello Spiterstulen (Galdhøpiggen, 26-27 marzo), dove fu anche 2º nella discesa libera, e lo slalom speciale della Tryvannskleiva (31 marzo).

#### Stagioni 1949-1951

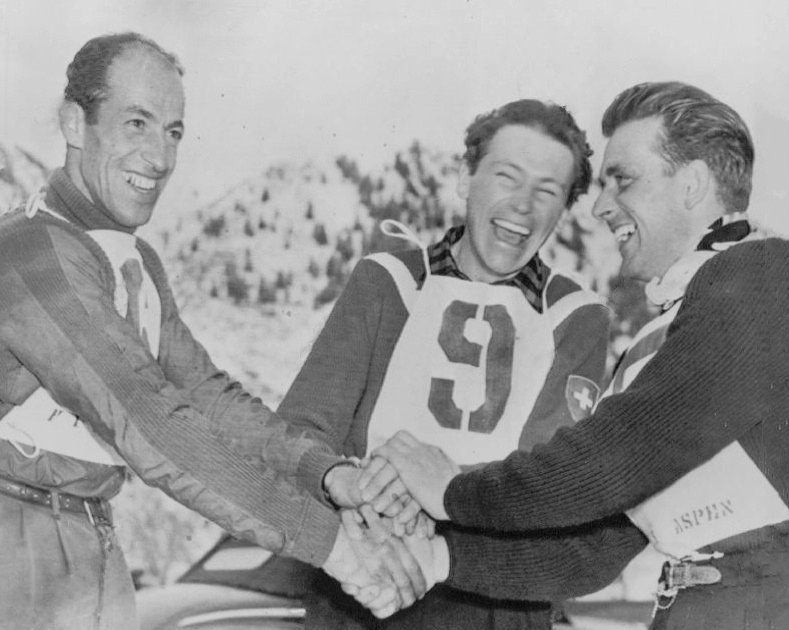
Il podio dello slalom gigante ai Mondiali di Aspen 1950: James Couttet (bronzo, a destra) con Zeno Colò (oro, a sinistra) e Fernand Grosjean (argento, al centro)

Alla Settimana internazionale del Monte Bianco 1949 (Megève/Saint-Gervais-les-Bains/Chamonix, 18-23 gennaio) vinse lo slalom gigante e nel prosieguo della stagione si classificò 2º nello slalom gigante di Davos del 4 marzo, 3º nel Parsenn-Derby (Davos, 5 marzo), vinse lo slalom gigante e si piazzò 3º nello slalom speciale del Grand Prix du Nice (Auron, 19-20 marzo) e fu 3º nel primo dei due slalom speciali del Grand Prix du Printemps (Val-d'Isère, 16-17 aprile). Nel 1950 si classificò 2º nella combinata del Lauberhorn (Wengen, 13-15 gennaio) e ai successivi Mondiali di Aspen 1950 (13-18 febbraio) vinse la medaglia d'argento nella discesa libera, quella di bronzo nello slalom gigante e si piazzò 5º nello slalom speciale; in seguito vinse nuovamente la discesa libera e la combinata dell'Arlberg-Kandahar (Mürren, 10-12 marzo), dove si aggiudicò anche lo slalom speciale.
Nel 1951 fu 3º nello slalom speciale del Lauberhorn (Wengen, 13-14 gennaio), 3º nella discesa libera e nella combinata della Settimana internazionale degli sporti invernali di Garmisch-Partenkirchen (18-21 gennaio), 2º nella discesa libera e nella combinata della Settimana internazionale di Cortina d'Ampezzo (18-21 gennaio) e vinse lo slalom gigante della Settimana internazionale del Monte Bianco (Megève/Chamonix, 31 gennaio-2 febbraio) e la discesa libera della Settimana internazionale di Holmenkollen (18-23 febbraio), dove si classificò anche 2º nella combinata; si piazzò quindi 3º nello slalom speciale del Grand Prix du Printemps (Val-d'Isère, 7-8 aprile).

#### Stagioni 1952-1955
L'anno dopo ai VI Giochi olimpici invernali di Oslo 1952 (14-20 febbraio), sua ultima presenza olimpica, fu 11º nella discesa libera, 14º nello slalom gigante e 8º nello slalom speciale. Nel 1953 si classificò 3º nella discesa libera e nella combinata del Ruben Blan (Sankt Moritz, 13-15 febbraio), vinse la discesa libera e si piazzò 2º nella combinata del Grand Prix du Chamonix (Chamonix, 21-22 febbraio) e fu 3º nella discesa libera della Settimana internazionale di Åre (28 febbraio-3 marzo).
Ai Mondiali di Åre 1954 (1-7 marzo), suo congedo iridato, Couttet si classificò 20º nella discesa libera, 8º nello slalom gigante, 11º nello slalom speciale e 5º nella combinata; nel prosieguo di quella stagione si piazzò 3º nello slalom speciale dell'Otto Furrer Memorial (Zermatt, 19-21 marzo) e 3º nello slalom speciale e 2º nella combinata del Grand Prix de Printemps (Méribel, 31 marzo-1 aprile). Nella sua ultima stagione agonistica, 1954-1955, fu 3º nello slalom speciale del Grand Prix du Chamonix (Chamonix, 26-27 febbraio), 3º nello slalom speciale dell'Arlberg-Kandahar (Mürren, 11-13 marzo), 3º nella discesa libera e nella combinata del Czech-Marusarzówna-Memorial (Zakopane, 20-22 marzo) e si ritirò in occasione del Grand Prix du Printemps (Val-d'Isère, 28 marzo-1 aprile).

### Carriera da allenatore
Couttet iniziò ad allenare la nazionale francese già durante gli ultimi anni della sua attività agonistica e ne divenne allenatore a tempo pieno dopo il ritiro: in tale veste fu portabandiera della Francia durante la cerimonia di apertura dei VII Giochi olimpici invernali di Cortina d'Ampezzo 1956. Ai Mondiali di Chamonix 1962 fu direttore di gara e tracciatore.

### Altre attività

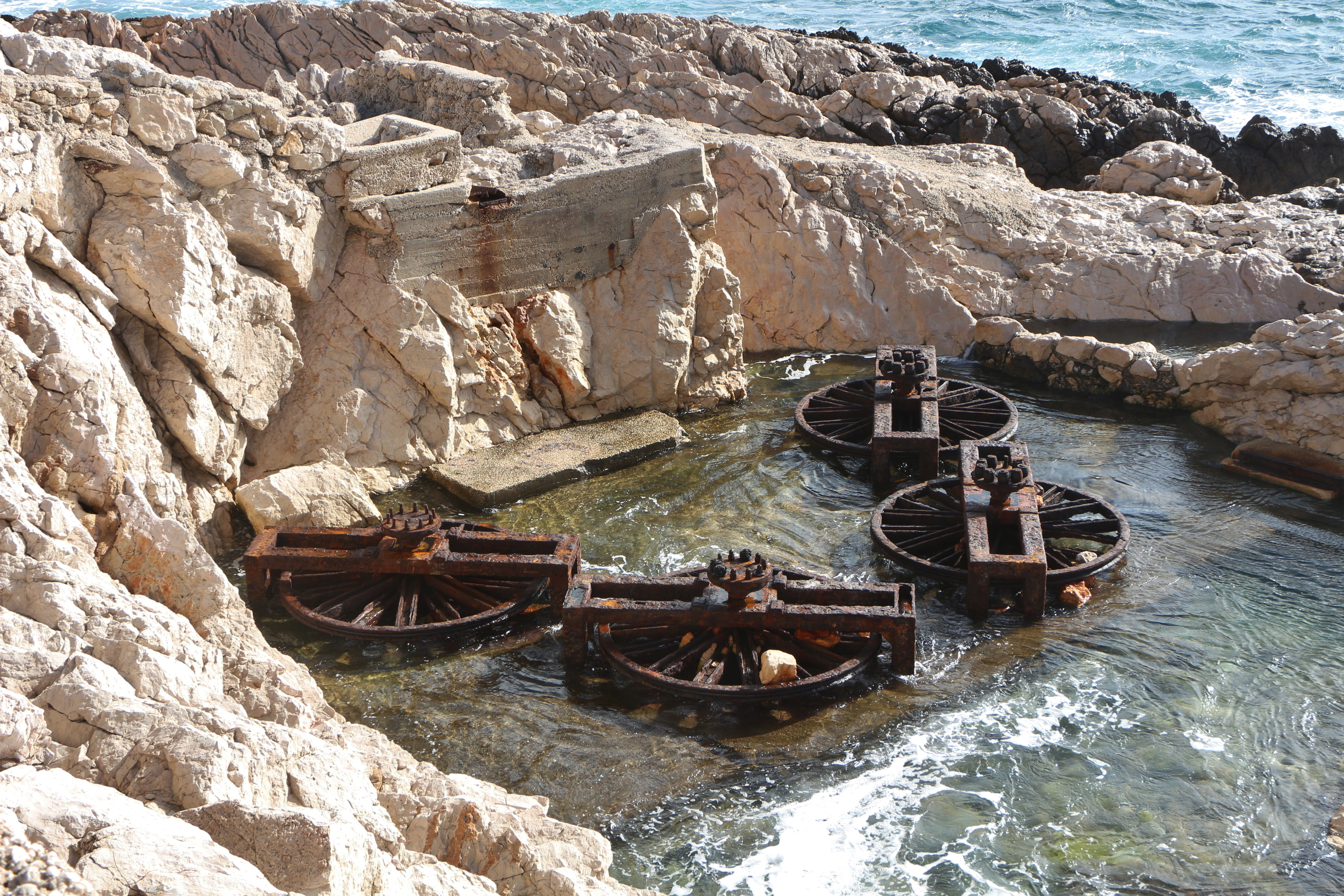
I resti del téléscaphe presso Marsiglia

Couttet fu attivo nella progettazione di impianti di risalita e, assieme a Denis Creissels, nel 1962 inventò il téléscaphe, una sorta di funivia sottomarina concepita per rendere accessibile ai turisti la visione dei fondali marini, attivato nei calanchi di Marsiglia nel 1967 ma rimasto in funzione per poco tempo.

## Palmarès

### Sci alpino

#### Olimpiadi
- 2 medaglie, valide anche ai fini dei Mondiali:
  - 1 argento (slalom speciale a Sankt Moritz 1948)
  - 1 bronzo (combinata a Sankt Moritz 1948)

#### Mondiali
- 3 medaglie, oltre a quelle conquistate in sede olimpica e valide anche ai fini dei Mondiali:
  - 1 oro (discesa libera a Engelberg 1938)
  - 1 argento (discesa libera ad Aspen 1950)
  - 1 bronzo (slalom gigante ad Aspen 1950)

#### Classiche
Arlberg-Kandahar
- 7 vittorie (discesa libera a Mürren 1939; combinata a Mürren 1947; discesa libera, combinata a Chamonix 1948; discesa libera, slalom speciale, combinata a Mürren 1950)

Drostobel
- 1 vittoria (slalom gigante a Davos 1946)

Grand Prix du Chamonix
- 1 vittoria (discesa libera a Chamonix 1953)

Grand Prix du Nice
- 1 vittoria (slalom gigante ad Auron 1949)

Ruben Blan
- 2 vittorie (slalom speciale, combinata a Sankt Moritz 1947)

Spiterstulen
- 4 vittorie (discesa libera, combinata a Galdhøpiggen 1939; slalom speciale, combinata a Galdhøpiggen 1948)

#### Campionati francesi
- 7 ori (combinata nel 1942; slalom speciale nel 1944; discesa libera, slalom speciale, combinata nel 1946[senza fonte]; discesa libera nel 1948[47]; slalom gigante nel 1955[senza fonte])
- 2 vittorie in gare che non assegnarono il titolo di campione di Francia (discesa libera, slalom speciale nel 1942)[senza fonte]

### Salto con gli sci

#### Campionati francesi
- 4 ori (nel 1946; nel 1947[senza fonte]; nel 1948[47]; nel 1949[senza fonte])